# Journy
Journy (Nederlands: Jorneke) is een gemeente in het Franse departement Pas-de-Calais (regio Hauts-de-France) en telt 230 inwoners (1999). De plaats maakt deel uit van het arrondissement Sint-Omaars.

## Geografie
De oppervlakte van Journy bedraagt 3,4 km², de bevolkingsdichtheid is 67,6 inwoners per km².
De onderstaande kaart toont de ligging van Journy met de belangrijkste infrastructuur en aangrenzende gemeenten.

## Demografie
Onderstaande figuur toont het verloop van het inwonertal (bron: INSEE-tellingen).